# 津安芸農業協同組合
津安芸農業協同組合（つあげのうぎょうきょうどうくみあい、通称:JA津安芸）は、三重県津市に本店を置く農業協同組合。1988年（昭和63年）2月に、津市、安芸郡にあった6つの農協が合併して発足した。

## 本支店
すべて津市内にある。
- 本店－津市一色町
- 津中央支店 
  - 津中央支店津店
  - 津中央支店櫛形店
- 栗真白塚支店
- 神戸片田支店 
  - 神戸片田支店片田店
- 津南部支店
- 津南部支店雲出店
- 津北支店 
  - 津北支店高野尾店
- 美里支店
- 安濃中央支店 
  - 安濃中央支店安濃店
- 芸濃支店
- 河芸中央支店 
  - 河芸中央支店黒田店
  - 河芸中央支店豊津店

## 主な事業
- 営農センター－津北部・津中央・津南部・美里・安濃・芸濃・河芸におかれている。
- 給油所－津店・芸濃店の2店舗を経営。
- ファーマーズマーケット「みどりの交差店」－2008年9月21日開店。旬の野菜や切り花を取り扱っている。

## 提供番組
- 三重テレビニュース（三重テレビ）
- 天気予報（同上）